# Lingana
Lingana là một chi bọ cánh cứng trong họ 
Elateridae.
Chi này được miêu tả khoa học năm 1960 bởi Neboiss.

## Các loài
Các loài trong chi này gồm:
- Lingana dombarta Neboiss, 1960
- Lingana illita (Candèze, 1863)